# Simon de Colines

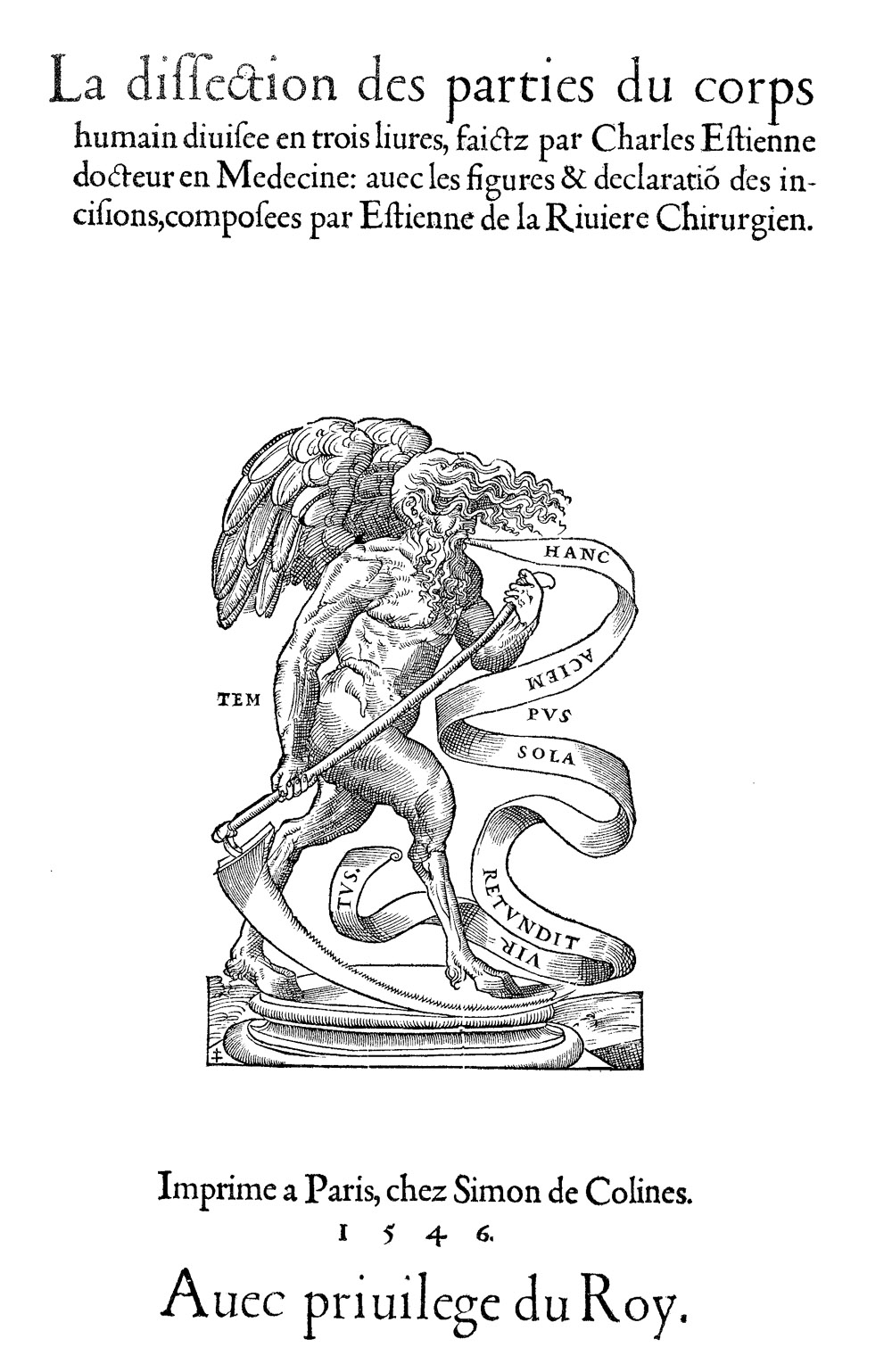
Portada con marca de impresor de Simon de Colines.

Simon de Colines (c. 1480 - París, c. 1546) fue un impresor francés que introdujo el tipo de letra itálica en Francia, mezclándola con el tipo romano. Creó el primer tipo de letra griega con acentos. Colaboró con Henri Estienne, fundador de una importante imprenta en París. Contemporáneo de Antoine Augereau, con ellos comienza la edad de oro de la tipografía francesa. Para algunos, es el primer impresor del Renacimiento. 
Colaboró con los más elegantes decoradores franceses de libros (como Geoffroy Tory, Oronce Fine y Claude Garamond) y transformó la tipografía francesa. En la estela de Aldo Manucio, publicó numerosos clásicos griegos y latinos en ediciones "de bolsillo", a precios asequibles para estudiantes, con lo que contribuyó decisivamente a su difusión. Además, preparó el primer texto crítico del Nuevo Testamento en griego. Se conocen unos 690 libros impresos por él. 